# Torneo Anual de Primera B 2024 (Liga Chacarera)
El Torneo Anual de Primera B 2024, organizado por la Liga Chacarera de Fútbol, fue el segundo torneo de la temporada 2024 en dicha categoría. Inició el 23 de mayo y finalizó el 28 de septiembre.
Lo disputaron los siete equipos pertenecientes a dicha división. El campeón obtuvo el ascenso directo a la máxima categoría del fútbol chacarero y la clasificación al Torneo Provincial 2025.
El sorteo del fixture se llevó a cabo el 6 de mayo, en la reunión de presidentes, llevada a cabo en la sede de la Liga
Consagró campeón al Club Deportivo Sumalao, bajo la dirección técnica de Ramón "Tipo" Chazarreta. Consiguiendo, así, el ascenso a la Primera División de la Liga Chacarera y la clasificación al Torneo Provincial de Fútbol 2025.
El Club Social, Cultural y Deportivo Las Pirquitas con Pedro Miró como entrenador, se quedó con el Petit Torneo, tras vencer en penales al Atlético La Tercena, tras haber igualado 2-2 en los 90 minutos reglamentarios en el Estadio Bicentenario y de esta manera consiguió el ascenso tras una única temporada en la segunda categoría.

## Formato
Los 7 equipos jugarán 12 partidos cada uno a lo largo de 14 fechas, a dos ruedas, bajo el sistema de todos contra todos. En este torneo se usará el sistema de puntos, de acuerdo a la reglamentación de la Internacional F. A. Board, asignándose tres puntos al equipo que resulte ganador, un punto a cada uno en caso de empate y cero puntos al perdedor.
El club que resulte campeón obtendrá el ascenso a la Primera División y, además, un cupo para la próxima edición del Torneo Provincial de Fútbol 2025
Criterio de desempate en igualdad de puntos
En caso de igualdad de puntos para cualquier puesto durante la competición entre dos o más equipos, se utilizarán los siguientes criterios de desempate, en el siguiente orden:
1. Puntos en partidos directos.
2. Diferencia de goles en partidos directos.
3. Diferencia de goles.
4. Mayor cantidad de goles a favor.
5. Sorteo.

Petit Torneo
Lo disputarán 4 equipos, el campeón del Torneo Apertura 2024, más los equipos ubicados en el 2.º, 3.º y 4.º lugar de la tabla de posiciones. En caso de que el campeón del Apertura también se quede con el Anual, el subcampeón del Apertura ocupará su cupo.
Se desarrollará mediante el sistema de eliminación directa, a un solo partido. En caso de persistir la igualdad en los 90' de juego, se definirá mediante tiros desde el punto penal.
El equipo ganador se adjudicará el segundo ascenso a la Primera División 2025 de la Liga Chacarera de Fútbol.

## Ascensos y descensos
| Pos.          | Ascendido de la Primera B 2023 |
| ------------- | ------------------------------ |
| Campeón Anual | Independiente (San Antonio)    |
| Ganador Petit | La Estación (Miraflores)       |

| Pos.       | Descendidos de la Primera División 2023 |
| ---------- | --------------------------------------- |
| 10.º Prom. | Ateneo Mariano Moreno                   |
| 11.º Pos.  | Las Pirquitas                           |

## Equipos participantes
| Nombre del club                                 | Ciudad                  | Departamento        | Fundación           |
| ----------------------------------------------- | ----------------------- | ------------------- | ------------------- |
| Club Ateneo Mariano Moreno                      | Villa Dolores           | Valle Viejo         | 17 de julio de 1941 |
| Club Atlético La Tercena                        | La Tercena              | Fray Mamerto Esquiú | 18 de junio de 1933 |
| Centro Cultural y Deportivo La Carrera          | La Carrera              | Fray Mamerto Esquiú | 5 de agosto de 1943 |
| Club Social, Cultural y Deportivo Las Pirquitas | Las Pirquitas           | Fray Mamerto Esquiú | 17 de enero de 1983 |
| Club Deportivo Sumalao                          | Sumalao                 | Valle Viejo         | 15 de marzo de 1926 |
| Club Deportivo Juventud Unida                   | La Falda de San Antonio | Fray Mamerto Esquiú | 5 de julio de 1948  |
| Club Social y Deportivo San Antonio             | San Antonio             | Fray Mamerto Esquiú | 28 de mayo de 1940  |

### Distribución geográfica de los equipos
| Departamento        | Cant. | Equipos |
| ------------------- | ----- | --- |
| Fray Mamerto Esquiú | 5     | Atlético La Tercena, Deportivo La Carrera, Deportivo Las Pirquitas, Juventud Unida (La Falda) y Social San Antonio |
| Valle Viejo         | 2     | Ateneo Mariano Moreno y Deportivo Sumalao                                                                          |

## Estadios
| | | | |
| | | | |
| Estadio Primo Antonio Prevedello Ciudad: San Isidro Capacidad: 6 000 espectadores Propietario: Liga Chacarera de Fútbol | Estadio Jorge César Vargas Ciudad: Banda de Varela Capacidad: 1 500 espectadores Propietario: Club Deportivo Coronel Daza | Estadio Las Pirquitas Ciudad: Villa Las Pirquitas Capacidad: 500 espectadores Propietario: Club S. C. y Deportivo Las Pirquitas | Estadio Defensores de Esquiú Ciudad: San José de Piedra Blanca Capacidad: 800 espectadores Propietario: Club Defensores de Esquiú |

## Competición

### Tabla de posiciones
| Pos. | Equipo                    | Pts. | PJ | PG | PE | PP | GF | GC | Dif. |
| ---- | ------------------------- | ---- | -- | -- | -- | -- | -- | -- | ---- |
| 1.º  | Deportivo Sumalao         | 25   | 12 | 8  | 1  | 3  | 20 | 9  | 11   |
| 2.º  | Juventud Unida (La Falda) | 22   | 12 | 6  | 4  | 2  | 18 | 12 | 6    |
| 3.º  | Atlético La Tercena       | 20   | 12 | 6  | 2  | 4  | 19 | 12 | 7    |
| 4.º  | Deportivo Las Pirquitas   | 18   | 12 | 4  | 6  | 2  | 20 | 18 | 2    |
| 5.º  | Social San Antonio        | 17   | 12 | 5  | 2  | 5  | 10 | 10 | 0    |
| 6.º  | Deportivo La Carrera      | 14   | 12 | 4  | 2  | 6  | 19 | 22 | −3   |
| 7.º  | Ateneo Mariano Moreno     | 1    | 12 | 0  | 1  | 11 | 9  | 32 | −23  |

|  | Campeón. Ascendió a la Primera División y clasificó al Torneo Provincial 2025. |
|  | Clasificados al Petit Torneo.                                                  |

|  |

#### Evolución de las posiciones
| Equipo / Fecha          | 1 | 2 | 3 | 4 | 5 | 6 | 7 | 8 | 9 | 10 | 11 | 12 | 13 | 14 |
| ----------------------- | - | - | - | - | - | - | - | - | - | -- | -- | -- | -- | -- |
| Ateneo Mariano Moreno   | 5 | 5 | 6 | 7 | 7 | 7 | 7 | 7 | 7 | 7  | 7  | 7  | 7  | 7  |
| Atlético La Tercena     | 4 | 7 | 4 | 6 | 2 | 2 | 3 | 4 | 2 | 3  | 2  | 4  | 4  | 3  |
| Deportivo La Carrera    | 2 | 4 | 5 | 4 | 5 | 5 | 5 | 2 | 3 | 2  | 3  | 5  | 5  | 6  |
| Deportivo Las Pirquitas | 6 | 6 | 7 | 6 | 6 | 6 | 6 | 6 | 4 | 4  | 4  | 3  | 3  | 4  |
| Deportivo Sumalao       | 7 | 3 | 2 | 1 | 1 | 1 | 1 | 1 | 1 | 1  | 1  | 1  | 1  | 1  |
| Juventud Unida (LF)     | 3 | 2 | 3 | 3 | 4 | 4 | 4 | 5 | 6 | 5  | 5  | 2  | 2  | 2  |
| Social San Antonio      | 1 | 1 | 1 | 2 | 3 | 3 | 2 | 3 | 5 | 6  | 6  | 6  | 6  | 5  |

     Equipo libre de la fecha.
|  |

#### Tabla de resultados cruzados
| Local \ Visitante         | AMM | ALT | DLC | DLP | CDS | JUV | SSA |
| ------------------------- | --- | --- | --- | --- | --- | --- | --- |
| Ateneo Mariano Moreno     |     | 0–4 | 2–3 | 2–3 | 0–1 | 0–1 | 0–1 |
| Atlético La Tercena       | 2–0 |     | 2–0 | 1–1 | 1–3 | 1–0 | 1–0 |
| Deportivo La Carrera      | 4–1 | 2–1 |     | 2–3 | 0–3 | 2–2 | 2–0 |
| Deportivo Las Pirquitas   | 3–3 | 1–1 | 2–2 |     | 2–1 | 2–2 | 0–0 |
| Deportivo Sumalao         | 4–0 | 1–3 | 2–0 | 2–0 |     | 0–0 | 0–3 |
| Juventud Unida (La Falda) | 4–0 | 2–1 | 3–2 | 2–1 | 0–2 |     | 1–1 |
| Social San Antonio        | 2–1 | 2–1 | 1–0 | 0–2 | 0–1 | 0–1 |     |

### Resultados

#### Primera rueda
| Fecha 1                           | Fecha 1   | Fecha 1                 | Fecha 1                  | Fecha 1    | Fecha 1 |
| Local                             | Resultado | Visita                  | Estadio                  | Fecha      | Hora    |
| --------------------------------- | --------- | ----------------------- | ------------------------ | ---------- | ------- |
| Deportivo Sumalao                 | 0 - 3     | Social San Antonio      | Primo Antonio Prevedello | 23 de mayo | 14:30   |
| Juventud Unida (La Falda)         | 2 - 1     | Deportivo Las Pirquitas | Primo Antonio Prevedello | 24 de mayo | 16:30   |
| Ateneo Mariano Moreno             | 2 - 3     | Deportivo La Carrera    | Primo Antonio Prevedello | 26 de mayo | 14:15   |
| Equipo libre: Atlético La Tercena |           |                         |                          |            |         |

| Fecha 2                                 | Fecha 2   | Fecha 2               | Fecha 2                  | Fecha 2    | Fecha 2 |
| Local                                   | Resultado | Visita                | Estadio                  | Fecha      | Hora    |
| --------------------------------------- | --------- | --------------------- | ------------------------ | ---------- | ------- |
| Social San Antonio                      | 2 - 1     | Atlético La Tercena   | Primo Antonio Prevedello | 31 de mayo | 14:30   |
| Deportivo Las Pirquitas                 | 3 - 3     | Ateneo Mariano Moreno | Las Pirquitas            | 1 de junio | 16:00   |
| Deportivo La Carrera                    | 0 - 3     | Deportivo Sumalao     | Primo Antonio Prevedello | 2 de junio | 14:15   |
| Equipo libre: Juventud Unida (La Falda) |           |                       |                          |            |         |

| Fecha 3                          | Fecha 3   | Fecha 3                   | Fecha 3                  | Fecha 3    | Fecha 3 |
| Local                            | Resultado | Visita                    | Estadio                  | Fecha      | Hora    |
| -------------------------------- | --------- | ------------------------- | ------------------------ | ---------- | ------- |
| Ateneo Mariano Moreno            | 0 - 1     | Juventud Unida (La Falda) | Primo Antonio Prevedello | 6 de junio | 14:30   |
| Deportivo Sumalao                | 2 - 0     | Deportivo Las Pirquitas   | Primo Antonio Prevedello | 7 de junio | 14:30   |
| Atlético La Tercena              | 2 - 0     | Deportivo La Carrera      | Primo Antonio Prevedello | 8 de junio | 14:15   |
| Equipo libre: Social San Antonio |           |                           |                          |            |         |

| Fecha 4                             | Fecha 4   | Fecha 4             | Fecha 4                  | Fecha 4     | Fecha 4 |
| Local                               | Resultado | Visita              | Estadio                  | Fecha       | Hora    |
| ----------------------------------- | --------- | ------------------- | ------------------------ | ----------- | ------- |
| Deportivo Las Pirquitas             | 1 - 1     | Atlético La Tercena | Las Pirquitas            | 20 de junio | 16:00   |
| Juventud Unida (La Falda)           | 0 - 2     | Deportivo Sumalao   | Primo Antonio Prevedello | 22 de junio | 14:15   |
| Deportivo La Carrera                | 2 - 0     | Social San Antonio  | Primo Antonio Prevedello | 23 de junio | 14:15   |
| Equipo libre: Ateneo Mariano Moreno |           |                     |                          |             |         |

| Fecha 5                            | Fecha 5   | Fecha 5                   | Fecha 5                | Fecha 5     | Fecha 5 |
| Local                              | Resultado | Visita                    | Estadio                | Fecha       | Hora    |
| ---------------------------------- | --------- | ------------------------- | ---------------------- | ----------- | ------- |
| Social San Antonio                 | 0 - 2     | Deportivo Las Pirquitas   | Jorge César Vargas     | 28 de junio | 14:15   |
| Deportivo Sumalao                  | 4 - 0     | Ateneo Mariano Moreno     | Primo Antonio Prevello | 28 de junio | 14:15   |
| Atlético La Tercena                | 1 - 0     | Juventud Unida (La Falda) | Primo Antonio Prevello | 29 de junio | 14:15   |
| Equipo libre: Deportivo La Carrera |           |                           |                        |             |         |

| Fecha 6                         | Fecha 6   | Fecha 6              | Fecha 6                  | Fecha 6    | Fecha 6 |
| Local                           | Resultado | Visita               | Estadio                  | Fecha      | Hora    |
| ------------------------------- | --------- | -------------------- | ------------------------ | ---------- | ------- |
| Juventud Unida (La Falda)       | 1 - 1     | Social San Antonio   | Primo Antonio Prevedello | 5 de julio | 14:15   |
| Deportivo Las Pirquitas         | 2 - 2     | Deportivo La Carrera | Las Pirquitas            | 5 de julio | 15:30   |
| Ateneo Mariano Moreno           | 0 - 4     | Atlético La Tercena  | Primo Antonio Prevedello | 6 de julio | 14:15   |
| Equipo libre: Deportivo Sumalao |           |                      |                          |            |         |

| Fecha 7                               | Fecha 7   | Fecha 7                   | Fecha 7                  | Fecha 7     | Fecha 7 |
| Local                                 | Resultado | Visita                    | Estadio                  | Fecha       | Hora    |
| ------------------------------------- | --------- | ------------------------- | ------------------------ | ----------- | ------- |
| Social San Antonio                    | 2 - 1     | Ateneo Mariano Moreno     | Primo Antonio Prevedello | 13 de julio | 14:15   |
| Atlético La Tercena                   | 1 - 3     | Deportivo Sumalao         | Defensores de Esquiú     | 13 de julio | 15:00   |
| Deportivo La Carrera                  | 2 - 2     | Juventud Unida (La Falda) | Primo Antonio Prevedello | 14 de julio | 14:15   |
| Equipo libre: Deportivo Las Pirquitas |           |                           |                          |             |         |

|  |

#### Segunda rueda
| Fecha 8                          | Fecha 8   | Fecha 8                   | Fecha 8                  | Fecha 8     | Fecha 8 |
| Local                            | Resultado | Visita                    | Estadio                  | Fecha       | Hora    |
| -------------------------------- | --------- | ------------------------- | ------------------------ | ----------- | ------- |
| Social San Antonio               | 0 - 1     | Deportivo Sumalao         | Primo Antonio Prevedello | 20 de julio | 14:15   |
| Deportivo Las Pirquitas          | 2 - 2     | Juventud Unida (La Falda) | Las Pirquitas            | 20 de julio | 15:30   |
| Deportivo La Carrera             | 4 - 1     | Ateneo Mariano Moreno     | Primo Antonio Prevedello | 21 de julio | 14:15   |
| Equipo libre:Atlético La Tercena |           |                           |                          |             |         |

| Fecha 9                                 | Fecha 9   | Fecha 9                 | Fecha 9                  | Fecha 9     | Fecha 9 |
| Local                                   | Resultado | Visita                  | Estadio                  | Fecha       | Hora    |
| --------------------------------------- | --------- | ----------------------- | ------------------------ | ----------- | ------- |
| Ateneo Mariano Moreno                   | 2 - 3     | Deportivo Las Pirquitas | Primo Antonio Prevedello | 26 de julio | 14:15   |
| Deportivo Sumalao                       | 2 - 0     | Deportivo La Carrera    | Primo Antonio Prevedello | 27 de julio | 15:30   |
| Atlético La Tercena                     | 1 - 0     | Social San Antonio      | Primo Antonio Prevedello | 28 de julio | 14:15   |
| Equipo libre: Juventud Unida (La Falda) |           |                         |                          |             |         |

| Fecha 10                         | Fecha 10  | Fecha 10              | Fecha 10                 | Fecha 10    | Fecha 10 |
| Local                            | Resultado | Visita                | Estadio                  | Fecha       | Hora     |
| -------------------------------- | --------- | --------------------- | ------------------------ | ----------- | -------- |
| Juventud Unida (La Falda)        | 4 - 0     | Ateneo Mariano Moreno | Primo Antonio Prevedello | 2 de agosto | 14:30    |
| Deportivo La Carrera             | 2 - 1     | Atlético La Tercena   | Primo Antonio Prevedello | 2 de agosto | 16:30    |
| Deportivo Las Pirquitas          | 2 - 1     | Deportivo Sumalao     | Las Pirquitas            | 3 de agosto | 15:30    |
| Equipo libre: Social San Antonio |           |                       |                          |             |          |

| Fecha 11                            | Fecha 11  | Fecha 11                  | Fecha 11                 | Fecha 11     | Fecha 11 |
| Local                               | Resultado | Visita                    | Estadio                  | Fecha        | Hora     |
| ----------------------------------- | --------- | ------------------------- | ------------------------ | ------------ | -------- |
| Social San Antonio                  | 1 - 0     | Deportivo La Carrera      | Primo Antonio Prevedello | 9 de agosto  | 14:30    |
| Atlético La Tercena                 | 1 - 1     | Deportivo Las Pirquitas   | Primo Antonio Prevedello | 10 de agosto | 14:15    |
| Deportivo Sumalao                   | 0 - 0     | Juventud Unida (La Falda) | Primo Antonio Prevedello | 10 de agosto | 16:15    |
| Equipo libre: Ateneo Mariano Moreno |           |                           |                          |              |          |

| Fecha 12                           | Fecha 12  | Fecha 12            | Fecha 12                 | Fecha 12     | Fecha 12 |
| Local                              | Resultado | Visita              | Estadio                  | Fecha        | Hora     |
| ---------------------------------- | --------- | ------------------- | ------------------------ | ------------ | -------- |
| Deportivo Las Pirquitas            | 0 - 0     | Social San Antonio  | Las Pirquitas            | 16 de agosto | 16:00    |
| Juventud Unida (La Falda)          | 2 - 1     | Atlético La Tercena | Primo Antonio Prevedello | 17 de agosto | 14:15    |
| Ateneo Mariano Moreno              | 0 - 1     | Deportivo Sumalao   | Primo Antonio Prevedello | 17 de agosto | 16:15    |
| Equipo libre: Deportivo La Carrera |           |                     |                          |              |          |

| Fecha 13                        | Fecha 13  | Fecha 13                  | Fecha 13                 | Fecha 13     | Fecha 13 |
| Local                           | Resultado | Visita                    | Estadio                  | Fecha        | Hora     |
| ------------------------------- | --------- | ------------------------- | ------------------------ | ------------ | -------- |
| Deportivo La Carrera            | 2 - 3     | Deportivo Las Pirquitas   | Primo Antonio Prevedello | 23 de agosto | 14:30    |
| Atlético La Tercena             | 2 - 0     | Ateneo Mariano Moreno     | Primo Antonio Prevedello | 23 de agosto | 16:30    |
| Social San Antonio              | 0 - 1     | Juventud Unida (La Falda) | Primo Antonio Prevedello | 25 de agosto | 14:15    |
| Equipo libre: Deportivo Sumalao |           |                           |                          |              |          |

| Fecha 14                              | Fecha 14  | Fecha 14             | Fecha 14                 | Fecha 14        | Fecha 14 |
| Local                                 | Resultado | Visita               | Estadio                  | Fecha           | Hora     |
| ------------------------------------- | --------- | -------------------- | ------------------------ | --------------- | -------- |
| Deportivo Sumalao                     | 1 - 3     | Atlético La Tercena  | Primo Antonio Prevedello | 31 de agosto    | 14:15    |
| Ateneo Mariano Moreno                 | 0 - 1     | Social San Antonio   | Primo Antonio Prevedello | 1 de septiembre | 14:15    |
| Juventud Unida (La Falda)             | 3 - 2     | Deportivo La Carrera | Jorge César Vargas       | 1 de septiembre | 14:15    |
| Equipo libre: Deportivo Las Pirquitas |           |                      |                          |                 |          |

| 1. |

|                                        |
| Club Deportivo Sumalao                 |
| Campeón Torneo Anual 2024 de Primera B |

## Petit Torneo
El Petit Torneo se jugará a un solo partido con el sistema de eliminación directa, en el cual participarán 4 equipos, el campeón del Torneo Apertura 2024, más los 3 equipos mejores ubicados luego del campeón del Anual. El ganador de la Final se adjudicará el segundo ascenso a la Primera División 2025.
| Equipo                    | Vía de clasificación                | Fecha de clasificación   |
| ------------------------- | ----------------------------------- | ------------------------ |
| Atlético La Tercena       | Subcampeón del Torneo Apertura 2024 | 17 de agosto de 2024     |
| Juventud Unida (La Falda) | Subcampeón del Torneo Anual 2024    | 25 de agosto de 2024     |
| Deportivo Las Pirquitas   | Cuarto lugar del Torneo Anual 2024  | 23 de agosto de 2024     |
| Social San Antonio        | Quinto lugar del Torneo Anual 2024  | 11 de septiembre de 2024 |

### Cuadro de desarrollo
|  | Semifinales               | Semifinales           |                         |                     | Final            | Final            |  |
|  | 14 y 15 de septiembre     | 14 y 15 de septiembre |                         |                     | 28 de septiembre | 28 de septiembre |  |
|  |                           |                       |                         |                     |                  |                  |  |
|  |                           |                       |                         |                     |                  |                  |  |
|  | Atlético La Tercena       | 2 (4)                 |                         |                     |                  |                  |  |
|  | Atlético La Tercena       | 2 (4)                 |                         |                     |                  |                  |  |
|  | Juventud Unida (La Falda) | 2 (3)                 |                         |                     |                  |                  |  |
|  | Juventud Unida (La Falda) | 2 (3)                 |                         | Atlético La Tercena | 2 (2)            |                  |  |
|  |                           |                       |                         | Atlético La Tercena | 2 (2)            |                  |  |
|  |                           |                       | Deportivo Las Pirquitas | 2 (4)               |                  |                  |  |
|  | Deportivo Las Pirquitas   | 2                     | Deportivo Las Pirquitas | 2 (4)               |                  |                  |  |
|  | Deportivo Las Pirquitas   | 2                     |                         |                     |                  |                  |  |
|  | Social San Antonio        | 0                     |                         |                     |                  |                  |  |
|  | Social San Antonio        | 0                     |                         |                     |                  |                  |  |
|  |                           |                       |                         |                     |                  |                  |  |

Nota: En caso de igualar en los 90' de juego, se definirá mediante tiros desde el punto penal.

### Semifinales
| 14 de septiembre, 14:30 | Atlético La Tercena                                                             | 2 - 2 (4:3 p.)             | Juventud Unida (LF)                                                        | Primo Antonio Prevedello, San Isidro |                               |
|                         | Esteban Moya 11' · Ángel Bustamante 43' (pen.)                                  | Reporte                    | 12' Fernando Pacheco · 70' Luis Moya                                       | Árbitro(s): Adrián Palavecino        | Árbitro(s): Adrián Palavecino |
|                         |                                                                                 | Tiros desde el punto penal |                                                                            |                                      |                               |
|                         | Matías Uñates · Ángel Bustamante · Axel Morel · Gabriel Díaz · Maximiliano Seco |                            | Lucas Salcedo · Fernando Pacheco · Mario Aldeco · José Heredia · Luis Moya |                                      |                               |

| 15 de septiembre, 14:30 | Deportivo Las Pirquitas                  | 2 - 0   | Social San Antonio | Primo Antonio Prevedello, San Isidro |                            |
|                         | Ignacio Hidalgo 24' · Gonzalo Castro 78' | Reporte |                    | Árbitro(s): Mario Baigorri           | Árbitro(s): Mario Baigorri |

### Final
| 28 de septiembre, 17:00                                                                             | Atlético La Tercena                                            | 2 - 2 (2:4 p.)             | Deportivo Las Pirquitas                                                | Estadio Bicentenario, Catamarca |                             |
| | Marcelo Maidana 49' · Ángel Bustamante 64'                     | Reporte                    | 30' Enzo Olas · 84' Fabricio Garribia                                  | Árbitro(s): Jerónimo Toledo     | Árbitro(s): Jerónimo Toledo |
| |                                                                | Tiros desde el punto penal |                                                                        |                                 |                             |
| | Axel Morel · Federico Díaz · Matías Uñates · Juan Garbiel Díaz |                            | Facundo Castro · Marcelo Carrasco · Víctor Quinteros · Fabián Martínez |                                 |                             |
| Deportivo Las Pirquitas se consagró campeón del Petit Torneo y ascendió a la Primera División 2025. |                                                                |                            |                                                                        |                                 |                             |

## Estadísticas

### Goleadores
| Jugador                                | Equipo                    | Goles |
| -------------------------------------- | ------------------------- | ----- |
| Maximiliano Seco                       | Atlético La Tercena       | 7     |
| Luis Moya                              | Juventud Unida (La Falda) | 5     |
| Noel Elizondo                          | Deportivo La Carrera      | 5     |
| Actualizado al 1 de septiembre de 2024 |                           |       |

| Braian Acosta            | Juventud Unida (La Falda) | 4 |
| Brandon Carrasco         | Deportivo Las Pirquitas   | 4 |
| Facundo Prevedello       | Deportivo Sumalao         | 4 |
| Gastón Sosa Orellana     | Social San Antonio        | 4 |
| Ignacio Hidalgo          | Deportivo Las Pirquitas   | 4 |
| Lucas Salcedo            | Juventud Unida (La Falda) | 4 |
| Fabricio Garribia        | Deportivo Las Pirquitas   | 3 |
| Lautaro Valdez           | Deportivo La Carrera      | 3 |
| Luciano Segura           | Deportivo La Carrera      | 3 |
| Ángel Bustamante         | Atlético La Tercena       | 2 |
| Damián Cano              | Deportivo Sumalao         | 2 |
| Edgar Figueroa           | Deportivo Sumalao         | 2 |
| Elio Carrizo             | Deportivo Sumalao         | 2 |
| Facundo Maldonado        | Deportivo Sumalao         | 2 |
| Facundo Sandoval Sánchez | Ateneo Mariano Moreno     | 2 |
| Gonzalo Castro           | Deportivo Las Pirquitas   | 2 |
| Guido Mogetta Bertotello | Juventud Unida (La Falda) | 2 |
| José Heredia             | Juventud Unida (La Falda) | 2 |
| Juan Pablo Cejas         | Deportivo Sumalao         | 2 |
| Lautaro Canciani         | Atlético La Tercena       | 2 |
| Lautaro Ibarra           | Ateneo Mariano Moreno     | 2 |
| Luciano Delgado          | Deportivo La Carrera      | 2 |
| Omar Nóblega             | Atlético La Tercena       | 2 |
| Ramón Nicolás Ruiz       | Social San Antonio        | 2 |
| Sergio Álamo             | Deportivo Las Pirquitas   | 2 |
| Tobías Olas              | Ateneo Mariano Moreno     | 2 |
| Agustín González         | Deportivo La Carrera      | 1 |
| Ángel Gómez Cortéz       | Juventud Unida (La Falda) | 1 |
| Antonio Ramírez          | Deportivo Sumalao         | 1 |
| Brian Díaz               | Deportivo Las Pirquitas   | 1 |
| Elian Chazarreta         | Deportivo Sumalao         | 1 |
| Enzo Chaile              | Deportivo La Carrera      | 1 |
| Esteban Moya             | Atlético La Tercena       | 1 |
| Exequiel Carrizo         | Atlético La Tercena       | 1 |
| Fabián Zurita            | Deportivo La Carrera      | 1 |
| Facundo Carreño          | Social San Antonio        | 1 |
| Fernando Reynoso         | Deportivo Sumalao         | 1 |
| Héctor Varela            | Ateneo Mariano Moreno     | 1 |
| Ignacio Ramírez          | Atlético La Tercena       | 1 |
| Isaías Castro            | Deportivo Las Pirquitas   | 1 |
| Isaías Oviedo            | Social San Antonio        | 1 |
| Joel Centeno             | Deportivo Sumalao         | 1 |
| Jonathan Quiroga         | Deportivo La Carrera      | 1 |
| Juan Pablo González      | Atlético La Tercena       | 1 |
| Marcos Strina            | Social San Antonio        | 1 |
| Matías Uñates            | Atlético La Tercena       | 1 |
| Nahuel Córdoba           | Atlético La Tercena       | 1 |
| Pablo Chasampi           | Deportivo La Carrera      | 1 |
| Ramiro Avellaneda        | Ateneo Mariano Moreno     | 1 |
| Rodrigo Avellaneda       | Deportivo Sumalao         | 1 |
| Rodrigo Montivero        | Social San Antonio        | 1 |
| Uriel Vignoles           | Ateneo Mariano Moreno     | 1 |
| Víctor Martínez          | Deportivo Las Pirquitas   | 1 |
| Víctor Quinteros         | Deportivo Las Pirquitas   | 1 |
| Walter Chazarreta        | Deportivo Sumalao         | 1 |

### Autogoles
| Jugador         | Equipo                    | Anot. | Jornada | Rival |
| --------------- | ------------------------- | ----- | ------- | ----- |
| Ignacio Ramírez | Atlético La Tercena       | 1     | Fecha 4 | DLP   |
| Kevin Ojeda     | Juventud Unida (La Falda) | 1     | Fecha 7 | DLC   |